# Lothar Kurzawa
Lothar Kurzawa (* 1952) ist ein deutscher Drehbuchautor und Filmproduzent.
Lothar Kurzawa studierte Philosophie und Kunstgeschichte in Marburg und Paris. 1984 gründete er mit Volker Einrauch die Produktionsfirma Josefine Film. Beim Deutschen Fernsehpreis 2000 wurde Kurzawa für das Drehbuch für Nie mehr zweite Liga nominiert. Mehrfach verfasste er Drehbücher nach Vorlagen von Siegfried Lenz und arbeitete bei einigen Filmen mit der Regisseurin Hermine Huntgeburth zusammen.

## Filmografie (Auswahl)
- 1984: Phantomjagd über Gesicht und Landschaften (+ Regie)
- 1989: Ungewiß ist die Zukunft der Leibwächter (+ Regie)
- 1990: Und wenn's nicht klappt, dann machen wir's nochmal
- 1994–1995: Die Wache (Fernsehserie, 4 Folgen)
- 1995: Ein falscher Schritt
- 1996: Die Mutter des Killers
- 1996: Gefährliche Freundin
- 1999: Gangster
- 2000: Nie mehr zweite Liga
- 2001: Das verflixte 17. Jahr
- 2001: Bargeld lacht
- 2004: Drechslers zweite Chance
- 2004: Männer im gefährlichen Alter
- 2006: Der Mann im Strom
- 2006: Der andere Junge
- 2006: Väter – Denn sie wissen nicht was sich tut
- 2006: Theo, Agnes, Bibi und die anderen
- 2007: Das Feuerschiff
- 2008: Commissario Laurenti – Der Tod wirft lange Schatten (Fernsehserie)
- 2009: Das Glück ist eine ernste Sache (+ Produzent)
- 2009: Die Auflehnung
- 2009: Liebling, weck die Hühner auf
- 2009: Es liegt mir auf der Zunge
- 2009: Berlin 36
- 2012: Eine Hand wäscht die andere (+ Produzent)
- 2013: Sommer in Rom
- 2013: Arnes Nachlass
- 2018: Einmal Sohn, immer Sohn
- 2023: 2 unter Millionen